# Jimmy Connors Tennis
Jimmy Connors Tennis är ett tennisspel utvecklat av NMS Software till NES och Game Boy, och utgivet av Ubisoft 1993. Spelet är namngivet efter den amerikanske tennisspelaren Jimmy Connors.

## Handling
Man kan antingen spela på ATP-touren, eller bara träna och slå bollar. I 1998 års Game Boy-version kan man spela två via Game Link Cable.

### Fotnoter
1. ↑  ”Jimmy Connors Tennis”. NES DB. 26 februari 1993. Arkiverad från originalet den 29 april 2014. https://web.archive.org/web/20140429045000/http://www.nesdb.se/game_more.php?id=760&rid=1. Läst 28 april 2014.